# Királyok völgye 6

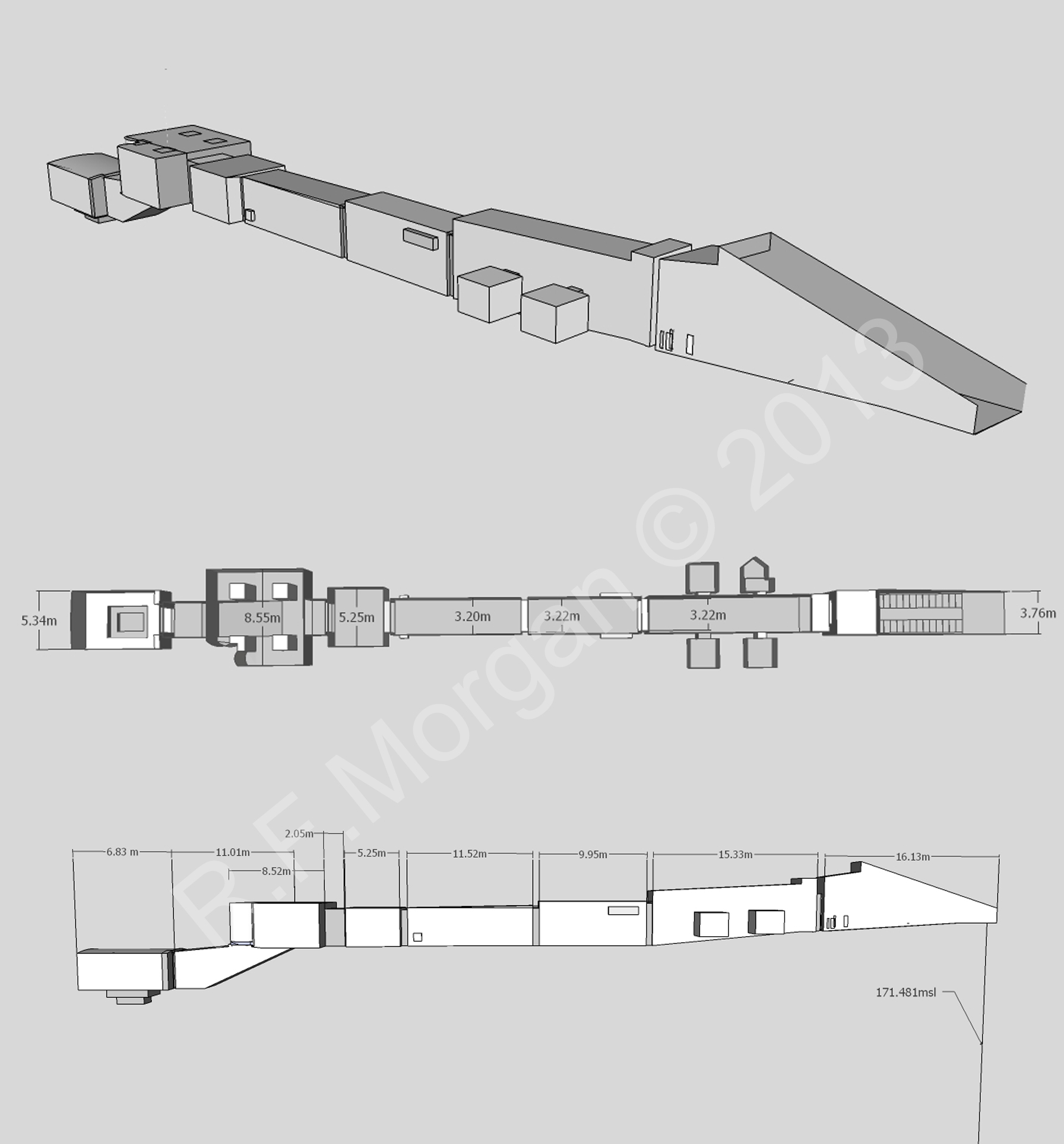
A sír izometrikus képe, alaprajza és oldalnézeti metszete egy 3D-modell alapján

A Királyok völgye 6 (KV6) egy egyiptomi sír a Királyok völgye keleti völgyében, a fő vádiban. A XX. dinasztia egyik fáraója, IX. Ramszesz temetkezési helye.

## Leírása
A sír teljes hossza 105,02 méter, területe 396,41 m². Legmagasabb pontján 4,61 m magas.

## Külső hivatkozások
- KV6